# Полонистика
Полонистика (пол. Polonistyka) — междисциплинарная гуманитарная дисциплина, изучающая польский язык и польскую культуру, а согласно пониманию в самой Польше, также языки, литературу и культуру народов Польши. Является частью славистики.
История польской филологии восходит к XVI веку. Первыми польскими учеными, изучавшими польский язык, были Ян Мончинский и Пётр Стойньский (Пьер Статориус).

## Ведущие российские научные центры
- Институт славяноведения РАН
- Исторический факультет МГУ
- Факультет иностранных языков и регионоведения МГУ
- Филологический факультет МГУ
- Филологический факультет СПбГУ
- Балтийский федеральный университет имени Иммануила Канта

## Полонисты
См. Категория:Полонисты